# Litell Rocks
Litell Rocks är en kulle i Antarktis. Den ligger i Östantarktis. Nya Zeeland gör anspråk på området. Toppen på Litell Rocks är 427 meter över havet.
Terrängen runt Litell Rocks är huvudsakligen platt, men norrut är den kuperad. Trakten är obefolkad. Det finns inga samhällen i närheten.